# Razzo termico nucleare

Schema di funzionamento

In un razzo termico nucleare un fluido di lavoro, di solito idrogeno liquido, viene riscaldato ad alta temperatura in un reattore nucleare e fatto espandere attraverso un ugello per generare la spinta. L'energia del reattore prodotta dalla fissione nucleare sostituisce quella generata dalle reazioni chimiche di un razzo a propulsione chimica.
L'alta densità energetica del combustibile nucleare rispetto a quelli chimici permette una efficienza del propellente (misurata dalla velocità equivalente di efflusso) almeno doppia rispetto a quella dei propellenti chimici.
A parità di spinta, la massa di un razzo nucleare è circa la metà di un razzo convenzionale. Qualora venisse usato come stadio successivo al primo, permetterebbe di mandare in orbita un carico doppio o triplo rispetto agli stadi che sfruttano propellenti chimici.

## Generalità
Per un certo periodo si era pensato di usare un razzo a propulsione nucleare come sostituto del motore J-2, utilizzato nel secondo stadio del Saturn V, per missioni in cui erano richieste alte prestazioni, tipicamente missioni su Marte o con grandi carichi. "Rimorchiatori" nucleari erano stati progettati come parte del programma Space Shuttle, in grado di trasferire carichi da un deposito di combustibile in orbita bassa verso orbite alte, la Luna e altri pianeti. Robert W. Bussard propose il vettore monostadio "Aspen", che usava un razzo nucleare per la propulsione e idrogeno liquido come schermo parziale alla radiazione diffusa dei neutroni nella parte bassa dell'atmosfera. Anche l'Unione Sovietica studiò motori nucleari per le sue missioni sulla Luna, in particolare per gli ultimi stadi dell'N1, sebbene il programma non avesse mai iniziato una fase di test avanzati come quelli condotti dagli Stati Uniti negli anni 1960 in Nevada. Nonostante diverse prove effettuate al suolo con successo, nessun razzo nucleare venne mai lanciato dagli Stati Uniti prima che la corsa allo spazio finisse.
A oggi, nessun razzo a propulsione nucleare ha mai volato, sebbene i NERVA NRX/EST e NRX/XE fossero stati costruiti e provati al suolo in configurazione di volo. Il Progetto Rover venne portato avanti dagli USA tra il 1955 e il 1972 e accumulò, con successo, oltre diciassette ore di funzionamento. Il NERVA NRX/XE, considerato dalla Space Nuclear Propulsion Office (SNPO) l'ultimo sviluppo tecnologico necessario prima di procedere alla successiva fase di test in volo, accumulò due ore di funzionamento, inclusi ventotto minuti alla massima potenza.
Il razzo termico nucleare russo RD-0410 è stato provato nel poligono nucleare di Semipalatinsk e il suo impiego era stato previsto per la proposta missione Kurchatov Mars 1994 con equipaggio umano.

## Modelli di razzi termici nucleari
Un razzo termico nucleare può essere classificato secondo il principio di costruzione del suo reattore che può andare da una semplice struttura solida fino a un più complesso (ed efficiente) reattore a gas.

### Nucleo solido
Il modello più semplice si basa su un reattore nucleare convenzionale che, lavorando ad alte temperature, riscalda il fluido di lavoro che scorre nel nocciolo.

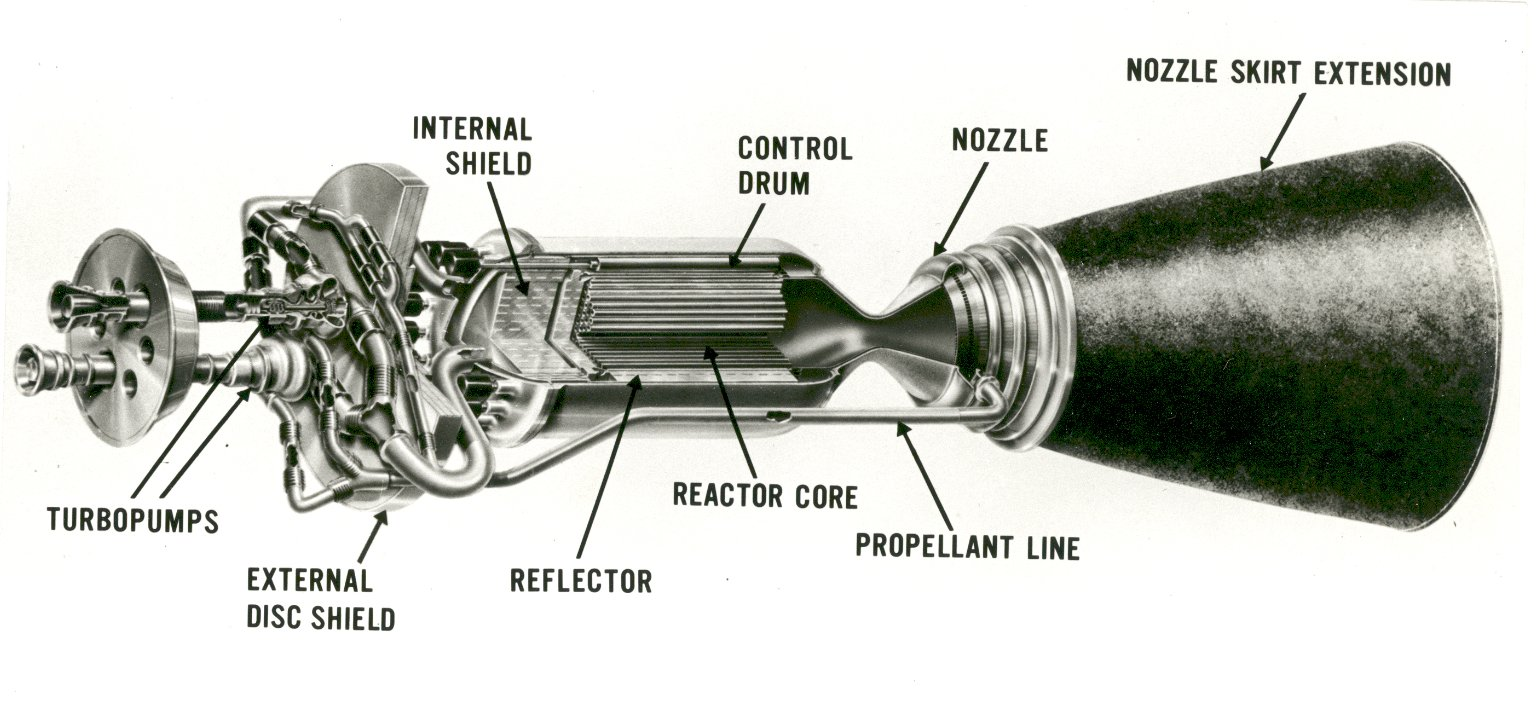
Un motore NERVA a nucleo solido

Questo tipo di reattore è limitato dal punto di fusione dei materiali che costituiscono la struttura interna. Dal momento che l'efficienza di un endoreattore è proporzionale alla radice quadrata della temperatura del fluido di lavoro, il nocciolo deve essere progettato per resistere alla temperatura più elevata possibile. Le reazioni nucleari, però, sono in grado di generare temperature molto superiori a quelle di fusione dei materiali che costituiscono il reattore, ed è quindi chiaro che l'efficienza termica deve essere sacrificata per non distruggere il reattore.
Un altro limite ancor più stringente è la frattura del combustibile nucleare a causa dell'elevata escursione termica (da 22 K a 3 000 K su una barra di combustibile di 1,3) e della necessità di combinare i vari coefficienti di dilatazione termica dei vari componenti.
Usando idrogeno come propellente, un reattore a nucleo solido è in grado di generare un impulso specifico (Isp) tra 850 e 1 000 secondi, circa il doppio di un endoreattore chimico a propellente liquido come quello installato sullo Space Shuttle.
Sono stati proposti anche altri tipi di propellente: ammoniaca, acqua o ossigeno liquido. Anche se forniscono una velocità di efflusso minore dell'idrogeno, la loro disponibilità e il costo inferiore riducono notevolmente il costo di missioni in cui non è necessario raggiungere velocità troppo elevate, tipicamente voli per la Luna o tra l'orbita terrestre e quella marziana.
Immediatamente dopo la seconda guerra mondiale, il peso di un reattore nucleare completo era così grande che si dubitava di poter raggiungere un rapporto spinta-peso di 1:1 necessario a vincere la forza di gravità terrestre per il lancio. Nei 25 anni seguenti, grazie all'evoluzione tecnologica nel campo nucleare, il rapporto spinta-peso è lievitato a circa 7:1, comunque sempre inferiore ai 70:1 degli endoreattori chimici. Il basso rapporto spinta-peso unito alla necessità di grandi serbatoi per l'idrogeno, rendono questi motori utili per gli stadi superiori di un lanciatore, quando la velocità di volo è già quasi orbitale, come "rimorchiatore" spaziale interplanetario, o come lanciatore da pianeti (o lune) con bassa forza di gravità dove la spinta necessaria al decollo è minore. Per essere utilizzabile come lanciatore dalla Terra, infatti, un razzo termico nucleare dovrebbe essere più leggero o fornire un impulso specifico maggiore. Il suo uso rimane quindi rivolto all'esplorazione spaziale, fuori dall'atmosfera terrestre.

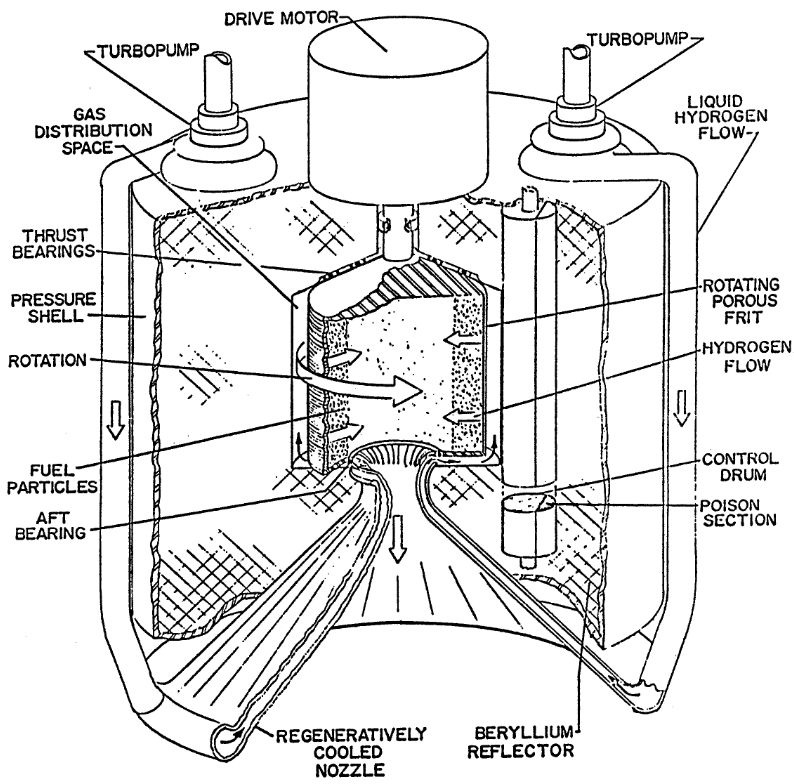
Reattore a letto di particelle

Un modo per aumentare la temperatura, e di conseguenza l'impulso specifico, consiste nell'isolare gli elementi di combustibile in modo che non debbano più garantire la rigidità. In un reattore a "letto di particelle", il combustibile (UC-ZrC), sotto forma di piccole particelle (con diametri da 100 a 500 µm), è trattenuto dalla forza centrifuga in una struttura rotante cilindrica costituita da un materiale poroso. L'idrogeno, dopo aver raffreddato l'ugello e il riflettore, attraversa radialmente il cilindro verso l'interno. Facendo ruotare il reattore, il combustibile nucleare si dispone lungo le pareti raffreddate dall'idrogeno. Questo disegno permette, al costo di una maggiore complessità, di ottenere impulsi specifici sui 1 000 secondi con rapporti spinta-peso 1:1. Anche il reattore nucleare modulare pebble bed (utilizzato oggi come generatore elettrico) condivide alcune soluzioni tecnologiche con questo progetto.

### Nucleo liquido
Un notevole aumento delle prestazioni è teoricamente possibile miscelando il combustibile nucleare con il fluido di lavoro e permettendo che le reazioni abbiano luogo nella miscela liquida stessa. Questo è il concetto di base dei motori a nucleo liquido, che possono operare a temperature più elevate, oltre il punto di fusione del combustibile nucleare.
In questo modo la temperatura massima è data da quella massima sopportabile dal contenitore (in genere un materiale che riflette i neutroni) raffreddato attivamente dall'idrogeno. Si stima che con questo tipo di reattore si possano raggiungere impulsi specifici compresi tra 1 300 e 1 500 secondi.
Al momento questi motori sono considerati estremamente difficili da costruire. Il tempo di reazione del combustibile nucleare è molto maggiore del tempo di riscaldamento del fluido di lavoro ed è necessario un metodo per trattenere il combustibile nel motore mentre il fluido di lavoro esce dall'ugello. Diversi motori a fase liquida si basano sulla rotazione ad alta velocità della miscela combustibile/fluido, centrifugando il combustibile verso l'esterno (l'uranio è più pesante dell'idrogeno). Per molti aspetti è simile al disegno di un motore a letto di particelle, ma opera a temperature più elevate.
Un altro modello di nucleo liquido, il reattore nucleare ad acqua salata, è stato studiato da Robert Zubrin. In questo caso il fluido di lavoro è acqua che, tra l'altro, funziona anche come moderatore di neutroni. Il combustibile nucleare non è trattenuto all'interno del motore e se da un lato semplifica la costruzione, dall'altro rilascia una gran quantità di residui radioattivi e può quindi essere utilizzato solo al di fuori dell'atmosfera o, meglio, al di fuori della magnetosfera terrestre.

### Nucleo gassoso
Questo reattore può essere visto come un reattore a nucleo liquido in cui una rapida circolazione del fluido crea, al centro del reattore, una sacca toroidale di uranio allo stato di plasma circondata da idrogeno. In questo modo il combustibile non tocca le pareti del reattore e le temperature sono libere di salire anche a diverse decine di migliaia di gradi, con impulsi specifici compresi tra 3 000 e 5 000 secondi. In questo schema base (a "ciclo aperto"), la perdita di combustibile nucleare sarebbe difficile da controllare. Una possibile variante a "ciclo chiuso" prevede il contenimento del combustibile nucleare gassoso ad altissime temperature in un contenitore di quarzo attorno al quale scorre l'idrogeno. Il ciclo chiuso sarebbe più simile a un reattore a nucleo solido, ma questa volta la temperatura limitante è data dalla temperatura critica del quarzo invece di quella delle barre di combustibile. Sebbene sia meno efficiente del ciclo aperto, il ciclo chiuso potrebbe comunque essere in grado di generare impulsi specifici compresi tra 1 500 e 2 000 secondi.

## Programmi di sviluppo

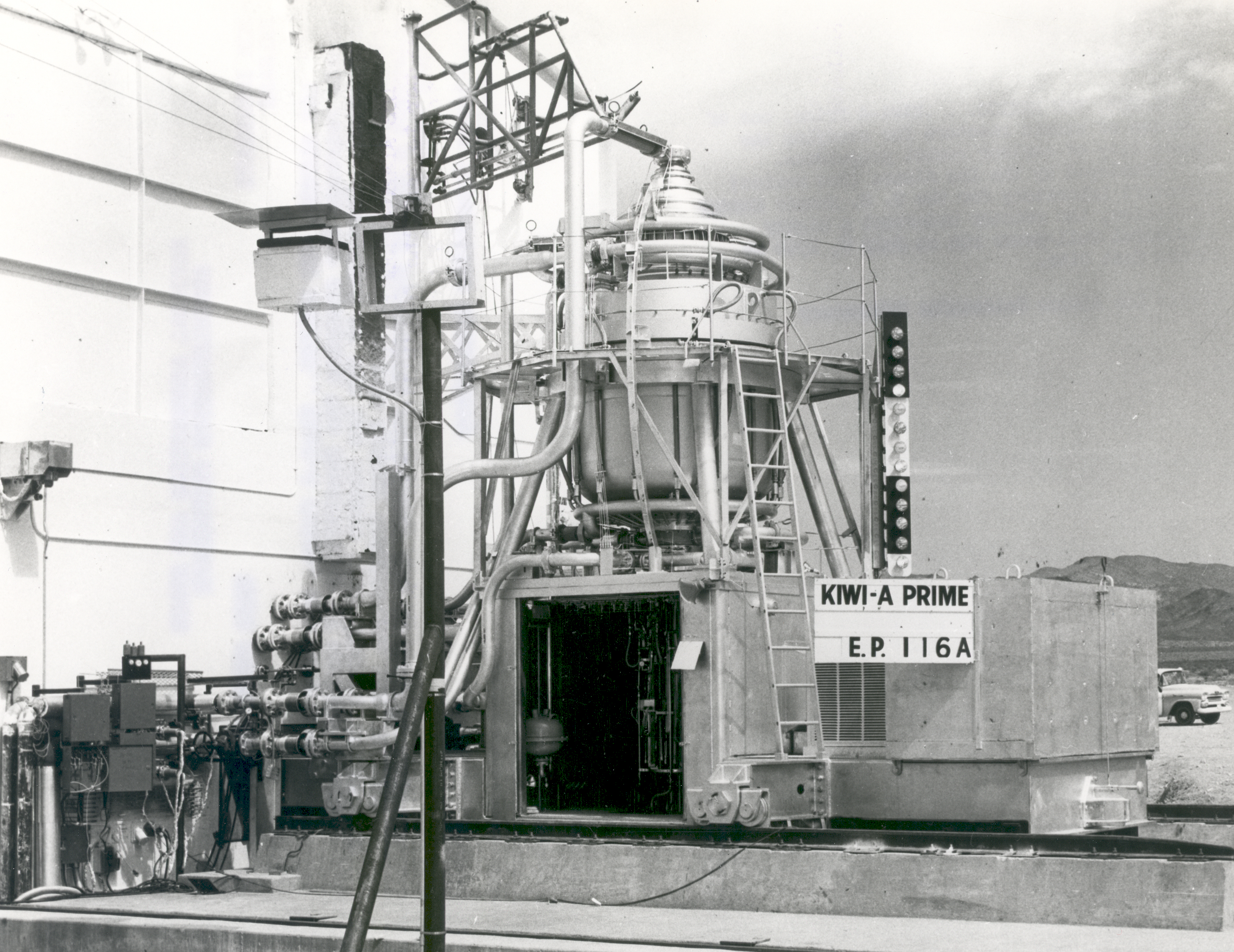
Il KIWI A, primo motore nucleare per razzi

Sebbene siano stati studiati tutti questi modelli di reattori, in realtà sono stati costruiti solo motori a nucleo solido. Il loro sviluppo iniziò nel 1955 sotto l'egida della Atomic Energy Commission degli Stati Uniti con il Project Rover presso i laboratori di ricerca di Los Alamos e nell'Area 25 nel Nevada Test Site. I quattro progetti principali furono: KIWI, Phoebus, Pewee e la Nuclear Furnace. In tutto furono provati venti razzi.
Quando nel 1958 venne fondata la NASA, le fu affidata il controllo su tutti gli aspetti non nucleari del programma Rover. Per far cooperare la NASA con la AEC venne creata l'agenzia Space Nuclear Propulsion Office.
Nel 1961 venne lanciato il programma NERVA (Nuclear Engine for Rocket Vehicle Applications). Nel Marshall Space Flight Center si sviluppava il KIWI come studio di missione, mentre il NERVA era stato usato per formalizzare l'ingresso della tecnologia nucleare nell'esplorazione spaziale. A differenza del lavoro della AEC (che era finalizzato allo studio del reattore in sé), lo scopo del NERVA era di costruire un motore reale che potesse essere usato nell'esplorazione spaziale. Con 75 000 lbf (334 kN) di spinta, il NERVA (basato sul KIWI B4) era stato preso in considerazione per un certo periodo come stadio superiore del Saturn V al posto del J-2 che invece volò effettivamente.
Sebbene i vari KIWI/Phebus/NERVA fossero gli unici razzi studiati e costruiti nell'ambito di un programma generale, altri motori a nucleo solido vennero studiati in una certa misura. Lo Small Nuclear Rocket Engine' (SNRE) venne studiato presso i laboratori di Los Alamos come stadio superiore per lanciatori senza equipaggio o per lo Space Shuttle. Aveva un ugello che poteva essere ruotato da una parte per poter essere imbarcato nella cargo bay dello Shuttle. Le specifiche di progetto prevedevano 73 kN di spinta per un impulso specifico di 875 secondi con possibilità di raggiungere i 975 con piccole modifiche.
Un altro progetto che vide qualche risultato, ma senza approdare mai allo stadio di prototipo, fu Dumbo. Di concezione simile al KIWI/NERVA, impiegava tecnologie costruttive avanzate per abbassarne il peso. Il reattore consisteva in diversi tubi larghi (più simili a botti) che erano costruiti impilando dischi di materiale ondulato. Le pieghe erano allineate in modo che nella pila risultante si formassero dei canali trasversali che andavano dall'interno del tubo verso l'esterno. Alcuni di questi canali erano riempiti con uranio, altri con un moderatore, e altri ancora lasciati aperti come canali per il gas. L'idrogeno veniva pompato al centro del tubo e veniva riscaldato dal combustibile nel momento in cui attraversava i canali vuoti per raggiungere l'esterno. A parità di combustibile nucleare impiegato questo sistema era più leggero, e gli studi iniziale svolti su alcuni modelli di reattori sembravano confermare la fattibilità del progetto.
Nell'ambito del progetto Timberwind sotto l'egida della Strategic Defense Initiative ("Star Wars"), studi più recenti e disegni di motore più avanzati sfociarono nel programma Space Thermal Nuclear Propulsion (STNP). I progressi nei metalli ad alte temperature, nella modellizzazione numerica e nella ingegneria nucleare portarono a notevoli miglioramenti delle prestazioni. Mentre il motore NERVA era stato progettato per pesare 6 803 kg, lo studio finale dell'STNP offriva un motore con un terzo della spinta del NERVA ma in soli 1 650 kg con un Isp compreso tra 930 e 1 000 secondi.

## Prove al banco
Il KIWI 1 è stato il primo a essere acceso nel luglio del 1959. Il reattore non era stato progettato per il volo, per questo venne battezzato come l'omonimo uccello che non vola. Il suo reattore, infatti, era una semplice pila di piastre di ossido di uranio tra le quali veniva fatto passare l'idrogeno. Nonostante ciò generava 70 MW e una temperatura di scarico di 2.683 K (2.409,85 °C). In due test successivi venne aggiunto un rivestimento per le piastre in modo da studiare il concetto di barra di combustibile.
I reattori della serie KIWI B svilupparono completamente la parte dedicata al combustibile nucleare nella forma di piccole sfere di biossido di uranio (UO2) incluse in una matrice di boro-grafite rivestita di carburo di niobio. Lungo la barra erano praticati diciannove fori nei quali passava l'idrogeno liquido per il raffreddamento. L'ultima modifica introdotta dal programma KIWI cambiò il combustibile nucleare introducendo il carburo di uranio negli ultimi test del 1964.
Il primo problema che emerse durante i primi test fu che l'immenso calore unito alle vibrazioni del reattore produceva cricche nel combustibile nucleare. A sua volta la grafite (che resiste alle alte temperature) veniva erosa dal flusso di idrogeno ad alta temperatura e pressione. Il problema del combustibile venne parzialmente risolto verso la fine del programma con nuovi materiali prodotti nel centro di ricerche dell'Argonne National Laboratory, vicino a Chicago e l'introduzione del rivestimento delle barre di uranio.
Sulla base dell'esperienza dei motori della serie KIWI vennero costruiti i nuovi reattori (molto più grandi) della serie Phoebus. Il primo test (1A) effettuato nel giugno del 1965 durò dieci minuti generando 1 090 MW con una temperatura di uscita di 2 370 K. Il test "B" del febbraio 1967 migliorò i risultati portando la potenza a 1 500 MW per trenta minuti di funzionamento. L'ultimo test, il 2º del giugno 1968, durò dodici minuti con una potenza di 4 000 MW.
Il NERVA NRX (Nuclear Rocket Experimental), iniziò la fase di test nel settembre 1964. L'ultimo prototipo prodotto in questa serie fu l'XE, progettato con tutti gli equipaggiamenti di volo necessari e con una camera a bassa pressione a valle dell'ugello per simulare le condizioni di vuoto. Nel marzo del 1968 questo motore venne acceso ventotto volte e la maggior parte delle volte il motore veniva spento solo per l'esaurimento dell'idrogeno. Il NERVA NRX/XE era in grado di generare 1 100 MW e le 75 000 libbre (334 kN) di spinta richieste dalle specifiche per la missione su Marte.
Del KIWI venne costruito anche una versione più piccola, il Pewee. Venne testato diverse volte a 500 MW per provare i rivestimenti di carburo di zirconio (al posto di quelli al carburo di niobio) ma anche per studiare come aumentare la densità di potenza del sistema. Un altro progetto indipendente con raffreddamento ad acqua noto come NF-1 (Nuclear Furnace) venne usato per lo studio dei materiali futuri. Il Pewee era la base di partenza dei progetti della NTR che venivano studiati nei centri di ricerca della NASA.
Durante l'ultimo test dell'NRX, il reattore perse meno di tredici chili di combustibile in due ore di funzionamento, abbastanza poco da essere giudicato pronto per una mission spaziale dalla Space Nuclear Propulsion Office. Le barre di combustibile progettate per il Pewee 2 riuscirono a ridurre il problema dell'erosione del combustibile, ma non venne mai provato al banco. I tecnici della NASA, comunque, ritenevano che gli ultimi progressi nei materiali prodotti nel laboratorio di Los Alamos erano in grado di risolvere anche gli ultimi problemi delle barre di combustibile.
Il progetto NERVA|NERVA/Rover venne cancellato nel 1972, a seguito del generale disinteresse verso la NASA seguito alla fine del Progetto Apollo. Senza una missione con equipaggio umano verso Marte, il bisogno di un razzo termico nucleare diveniva incerto.

## Test reali[10]
- Nel 2016 in Russia sono stati effettuati vari lanci di prova del missile  Burevestnik;
- Nel 2017 si registra un test fallito in Russia;
- Nell'autunno 2018 il servizio segreto statunitense rilevò un insolito aumento di radiazioni in una zona della Russia, attribuendolo a test falliti del missile Burevestnik;
- Il 29 gennaio 2019 nel poligono di Kapustin Jar, nella regione meridionale di Astrachan', in Russia, è stato testato il missile da crociera a propulsione nucleare Burevestnik/KY30/SSC-X-9, soprannominato "Skyfall";
- L'8 agosto 2019 si è verificato in Russia, a Severodvinsk, nell'oblast' di Arcangelo, un incidente relativo a un missile a propulsione nucleare.[11]

## Nucleare vs. chimico
La comparazione diretta tra le prestazioni di un motore nucleare con uno chimico non è semplice. Durante il programma Saturn V, la NASA prese in considerazione un razzo termico nucleare derivato dal NERVA come sostituto del terzo stadio (S-IVB).
Secondo quella analisi per una data spinta, la potenza necessaria è definita come

{\displaystyle P=T\left({\frac {V_{e}}{2}}\right)}

dove T è la spinta e {\displaystyle V_{e}} è la velocità di efflusso del fluido di lavoro.
{\displaystyle V_{e}} può essere calcolato dall'impulso specifico, Isp
{\displaystyle V_{e}=I_{sp}*g_{n}}
con Isp espresso in secondi e gn accelerazione di gravità standard.
Utilizzando come riferimento i parametri del terzo stadio del Saturn V che ha poi effettivamente volato (il J-2) si ha
{\displaystyle P={\frac {(1014kN)(414s)(9,81m/s^{2})}{2}}=2060MW}
che è circa pari alla potenza generata da un grande reattore nucleare.
Come scritto prima, però, anche il più semplice reattore a nucleo solido fornisce un elevato Isp di circa 850 secondi. Se non ci fossero perdite nel trasferimento di energia termica la potenza richiesta (a parità di spinta) sarebbe pari a
{\displaystyle P={\frac {(1014kN)(850s)(9,81m/s^{2})}{2}}=4227MW}
Si noti come l'aumento di Isp richieda un corrispondente aumento di energia. Introducendo anche le perdite del trasferimento di calore si ha che il NERVA doveva avere una potenza di progetto di circa 5 GW, che l'avrebbe reso il reattore nucleare più potente al mondo.
Per una data spinta, la portata in massa si può ricavare da
{\displaystyle {\dot {m}}={\frac {T}{V_{e}}}}
Per il J-2 si ha {\displaystyle {\dot {m}}={\frac {1014kN}{(414s)(9,81m/s^{2})}}=250kg/s(circa)}
Per il NERVA la portata in massa sarebbe all'incirca pari a 121 kg/s. A differenza del J-2, in cui il flusso in uscita è acqua (H2O), il fluido di lavoro è idrogeno (H2) che ha una massa molto inferiore della molecola dell'acqua e una densità di 70 kg/m³. Questo significa garantire un flusso nel reattore di 1 725 litri di idrogeno liquido al secondo.
Infine bisogna considerare il motore nel suo assieme a livello di stadio. Lo S-IVB trasportava 300 000 litri di carburante; 229 000 litri di idrogeno (17 300 kg), e 72 700 litri di ossigeno (86 600 kg). Dal momento che i due serbatoi erano separati solo da una paratia interna, la sua rimozione per creare un unico serbatoio più grande non avrebbe aumentato più di tanto la capacità complessiva. Uno stadio nucleare alimentato da 300 000 litri (21 300 kg) avrebbe potuto funzionare solo per 175 secondi (a 1 725 litri/s) contro i circa 500 del J-2.
La variazione totale di velocità, il cosiddetto "delta-v", si può ricavare dalla equazione del razzo, che si basa sulla massa iniziale e finale dello stadio:
{\displaystyle \Delta v\ =V_{e}\ln {\frac {m_{0}}{m_{1}}}}
dove {\displaystyle {m_{0}}} è la massa iniziale col carburante, {\displaystyle {m_{1}}} la massa finale senza, e Ve la velocità di efflusso. La massa a vuoto dello stadio del J-2 era 13 311 kg, di cui 1 600 kg di motore. Rimuovendo la paratia si sarebbe potuti scendere sui 10 000+500 kg per il solo serbatoio. Il peso di progetto del NERVA era sui 6 800 kg, che avrebbe portato la massa dello stadio a vuoto a circa 17 300 kg. A causa del combustibile più leggero, però, la massa a pieno carico ({\displaystyle {m_{0}}}) per lo stadio nucleare si sarebbe fermata a 38 600 kg contro i 119 900 dello stadio convenzionale.
Ciò detto, inserendo questi valori nell'equazione del razzo si ottiene un Δv di 8 900 m/s per il J-2 contro soli 6 700 m/s del motore nucleare, penalizzato dal tempo inferiore di funzionamento e dalla maggior massa inutilizzabile a fine funzionamento. Come semplice rimpiazzo del J-2, il NERVA non sembra offrire alcun vantaggio.
Queste semplici considerazioni, però, ignorano alcuni aspetti. Da una parte il peso inferiore del nuovo stadio rispetto a quello chimico significa che può essere accelerato dagli stadi inferiori a velocità più elevata, fornendogli un vantaggio consistente rispetto alla soluzione convenzionale. Dall'altra la variazione di massa del terzo stadio dovrebbe portare all'ottimizzazione dei primi due stadi che si trovano ad accelerare una massa inferiore. Non si può quindi considerare il NERVA come un semplice rimpiazzo del J-2 in uno stadio comune (S-IVB), ma progettare attorno al NERVA un terzo stadio del tutto nuovo.
Infatti prendendo come nuovo parametro il peso a pieno carico dell'S-IVB (e quindi una {\displaystyle {m_{0}}} pari a 119 900 kg), triplicando la massa del serbatoio di idrogeno si avrebbe una massa a vuoto dello stadio ottimizzato per il razzo nucleare (m1) pari a 38 300 kg.
Questo significa una Δv di circa 9,500 m/s. Comunque, pure avendo la stessa massa del 3º stadio originale e prestazioni leggermente superiori, questo avrebbe un ingombro pari a quello del 2º stadio del Saturn V.

## Rischi

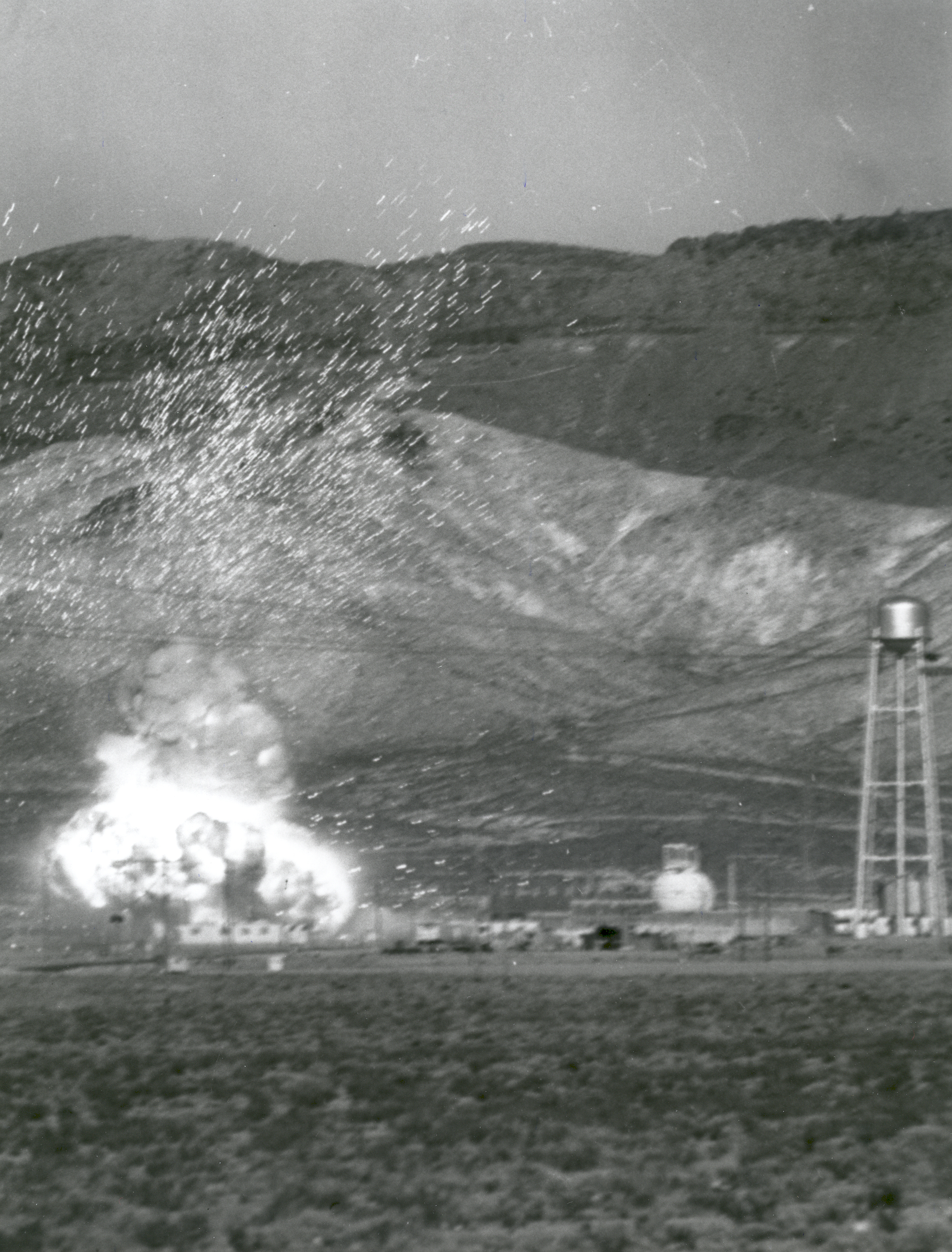
Un motore KIWI distrutto durante un test

C'è sempre una possibilità che un'avaria al razzo (in orbita o nella fase di attraversamento dell'atmosfera) possa portare a una dispersione di materiale radioattivo. Nel caso di distruzione del contenitore del combustibile nucleare a causa di impatti con detriti orbitanti, una fissione incontrollata, fatica del materiale o errori di progettazione e costruzione, si avrebbe il rilascio di materiale radioattivo che ricadrebbe sulla Terra.
Non è invece possibile che si inneschi un'esplosione nucleare come accade nella bomba atomica, in quanto l'uranio usato nei reattori a fissione ha proprietà chimico-fisiche diverse da quello usato nelle bombe; un'eventuale esplosione di un motore a propulsione nucleare avrebbe invece l'effetto di una cosiddetta "bomba sporca".
Gli elementi di combustibile nucleare sono progettati per resistere a elevate temperature (fino a 3 500 K) e alte pressioni (fino a 200 atmosfere); una barra di combustibile è costituita di materiali molto robusti e normalmente rivestita di carburi. Anche il combustibile nucleare vero e proprio è costituito di una piccola percentuale di uranio 235 annegato in una matrice di carbonio. I piccoli reattori a nucleo solido che hanno funzionato per un certo periodo di tempo non hanno prodotto contaminazioni dell'ambiente particolarmente gravi. Durante il programma Rover venne intenzionalmente fatto esplodere un reattore nucleare KIWI per simularne la caduta da grandi altezze e non ci fu alcun rilascio di materiale fissile.
La contaminazione conseguente a un evento catastrofico interesserebbe un'area la cui ampiezza sarebbe strettamente dipendente da direzione e intensità dei venti, che possono potenzialmente trasportare le polveri radioattive per migliaia di chilometri, come nel caso dell'incidente di Černobyl', le cui particelle radioattive arrivarono fino in Italia.